# Gevora Hotel
Pour les articles homonymes, voir Rahim.
Le Gevora Hotel ou Ahmed Abdulrahim Al Attar Tower est un gratte-ciel résidentiel à Dubaï terminé en 2017. Il héberge et un hôtel inauguré le 12 février 2018. Sa construction a duré 10 ans. Il est alors l'hôtel le plus haut au monde.

## Caractéristiques
La tour est composée de 75 étages et est haute de 356 mètres. Elle est située au 101 avenue Cheikh Zayed.
Il compte 528 chambres.